# 大花赤楠合位節蜱
大花赤楠合位節蜱（学名：Cosella tripinnatiae）为節蜱科合位節蜱屬下的一个种。